# Gaon Singles Chart 2012
Le Gaon Singles Chart 2012 est le classement des meilleures ventes de singles en Corée du Sud au cours de l'année 2012.
Le tableau suivant présente la liste des titres ayant été numéro un. Le classement complet de chaque semaine se trouve sur le site officiel.
| Date                                      | Titre                                                | Artiste                                                       | Ventes    |
| ----------------------------------------- | ---------------------------------------------------- | ------------------------------------------------------------- | --------- |
| 29 décembre 2012                          | Dancing Queen                                        | Girls' Generation                                             | 263 376   |
| 22 décembre 2012                          | Maeryeokisseo (매력있어)                             | Akdong Musician                                               | 226 223   |
| 15 décembre 2012                          | Puisque c'est Noël (크리스마스니까)                  | Sung Si-kyung, Park Hyo-shin, Lee Seok-hoon, Seo In-guk, VIXX | 272 901   |
| 24 novembre 2012 au 8 décembre (3)        | Faire revenir (되돌리다)                             | Lee Seung-gi                                                  | 1 202 870 |
| 3 novembre 2012 au 17 novembre (3)        | 1,2,3,4                                              | Lee Hi                                                        | 1 256 925 |
| 27 octobre 2012                           | Ice Cream                                            | Hyuna                                                         | 454 650   |
| 20 octobre 2012                           | Meonjiga doeeo (먼지가 되어)                         | Jeong Jun-yeong & Roy Kim                                     | 525 881   |
| 13 octobre 2012                           | J'ai froid (춥다)                                    | Epik High feat. Lee Hi                                        | 532 868   |
| 22 septembre 2012 au 6 octobre (3)        | Souvenirs au vent (바람기억)                         | Naul                                                          | 1 129 541 |
| 8 septembre 2012                          | That XX                                              | G-Dragon                                                      | 428 762   |
| 1er septembre 2012 et le 15 septembre (2) | All for You                                          | Jung Eun-ji & Seo In-guk                                      | 690 029   |
| 25 août 2012                              | I Need You                                           | Huh Gak featuring Zia                                         | 365 872   |
| 21 juillet 2012 au 18 aout (5)            | Gangnam Style (강남스타일)                           | Psy                                                           | 2 175 624 |
| 14 juillet 2012                           | I Love You                                           | 2NE1                                                          | 469 850   |
| 7 juillet 2012                            | Loving U                                             | Sistar                                                        | 440 960   |
| 23 juin 2012 au 30 juin (2)               | Jeongmallo Saranghandamyeon (정말로 사랑한다면)      | Busker Busker                                                 | 777 294   |
| 16 juin 2012                              | Electric Shock                                       | F(x)                                                          | 630 510   |
| 9 juin 2012                               | Monster                                              | BIGBANG                                                       | 757 501   |
| 19 mai 2012 au 26 mai (2)                 | Fin de journée (하루 끝)                             | IU                                                            | 691 037   |
| 12 mai 2012                               | Voix (목소리)                                        | Baek Ji-young feat. Gary de Leessang                          | 529 920   |
| 5 mai 2012 et le 2 juin (2)               | Twinkle                                              | Girls' Generation-TTS                                         | 768 516   |
| 21 avril 2012 au 28 avril (2)             | Alone (나 혼자)                                      | Sistar                                                        | 771 140   |
| 7 avril 2012 au 14 avril (2)              | La chute des fleurs de cerisiers (벚꽃 엔딩)         | Busker Busker                                                 | 881 055   |
| 31 mars 2012                              | Hey You                                              | CN Blue                                                       | 350 176   |
| 24 mars 2012                              | Sherlock                                             | Shinee                                                        | 520 204   |
| 17 mars 2012                              | Toi comme moi (너도 나처럼)                          | 2AM                                                           | 662 901   |
| 25 février 2012 au 10 mars (3)            | Blue                                                 | BIGBANG                                                       | 1 718 929 |
| 18 février 2012                           | J'ai besoin de toi (니가 필요해)                     | K.Will                                                        | 396 678   |
| 11 février 2012                           | Siganeul Geoseulleo (시간을 거슬러)                  | Lyn                                                           | 353 903   |
| 4 février 2012                            | Même si je ne peux plus chanter (내가 노래를 못해도) | Se7en                                                         | 493 651   |
| 28 janvier 2012                           | Je m'en doutais (이럴 줄 알았어)                     | Beast                                                         | 372 501   |
| 14 janvier 2012                           | Ki Keun Nochonggak Iyagi (키 큰 노총각 이야기)       | Jeong Jun-ha                                                  | 623 496   |
| 7 janvier 2012 et 21 janvier (2)          | Lovey-Dovey                                          | T-ara                                                         | 894 602   |